# Бледный
Андрій Олександрович Позднухов (також відомий як Бледный, Bledman, укр. Блідий) (нар. 7 листопада 1976, Омськ) — російський реп-виконавець, засновник лейбла «ЗАСАДА Production» та гурту «25/17» (раніше «Иезекииль 25:17»).

## Цитати
Бледный так відповів на питання про свої погляди:

Юрій Антонов в інтерв'ю журналу Rolling Stone дуже грамотно помітив, що термін «патріот» у нас в країні вживається як така собі Light version слова «націоналіст», і підтвердив, що, так — він націоналіст. У цьому контексті — так, я націоналіст. Інша справа, що завдяки засобам масової інформації, пропаганді, постійно відбувається підміна термінів. Тому у людей в голові суцільна каша. Зараз погляд суспільства: націоналізм — це погано. Ага, патріотизм — добре, а націоналізм — погано. А чим відрізняється одне від іншого? Я з дитинства вихований, що я — російська людина, народився тут, виріс … А тепер, виявляється, що, назвавшись «російським», можна бути записаним ледве чи ні в нацисти … У мене проблем з самоідентифікацією немає. Для мене пріоритетні інтереси мого народу. Було б дивно, якби впершу чергу я думав, наприклад, про таджиків, а потім про свою сім'ю

## Біографія
Андрій Позднухов народився 7 листопада 1976 року в місті Тара Омської області. З боку матері має польське коріння.
У 1998 році Позднухов став учасником гурту «Ртуть», який виконував ганста-реп. Колектив випустив кілька альбомів і отримав певну популярність в Омську. У 2002 році Андрій Позднухов почав свій сольний проект «Езекииль 25:17». Через деякий час він виїхав з Омська до Москви і почав вести творчу діяльність в столиці.
Незабаром в групу прийшов соліст Антон Зав'ялов і вона змінила назву на «25/17», яке було взяте з Біблії. Навесні 2009 року випущений перший альбом «Только для своиї».
У Позднухова є також сайд-проект «Лёд 9», в якому він виконує музику, що не підходить під формат «25/17».

## Дискографія

### У складі групи«Иезекииль 25:17»
- 2004 — Честное слово третьего подземелья
- 2008 — Засада. Крепче стали

### У складі гурту«25/17»
- 2009 — Только для своих
- 2010 — Сила сопротивления (совместно с группой «Грот») (EP — «Сплит»)
- 2010 — Зебра

### Сольні записи
- 2010 — Полоса чёрная (EP — Інтернет-реліз)[2]

### Сингли та максі-сингли
- 2005 — «Так была нада»
- 2009 — «25/17» — «На городской карте»
- 2009 — «25/17» — «Моё оружие» (feat. «FAQ»)
- 2009 — «25/17» — «Линия фронта» (feat. «МСК»)
- 2009 — «25/17» — «Только для своих»
- 2010 — «25/17» — «Собака»
- 2010 — «25/17» — «Никто не сможет меня остановить».

## Видеография
- Бейся (feat. D-Man 55)
- Овощи (feat. Глаз)
- Только для своих («25/17»)
- Собака
- Никто не сможет меня остановить
- Огонь